# Карлотта Натолі
Карлотта Натолі (італ. Carlotta Natoli; нар. 29 травня 1971, Рим, Італія) — італійська акторка кіно, театру та телебачення.

## Життєпис
Карлотта Натолі народилася 29 травня 1971 року в Римі, у сім'ї італійського актора та режисера П'єро Натолі. Закінчила «Акторську студію» у Нью-Йорку.

## Фільмографія
- 2020 — Я ненавиджу літо / Odio l'estate — Паола, дружина Джованні
- 2019 — Мовчання води / Il silenzio dell'acqua — Марія
- 2015 — Таємниці Лаури / I misteri di Laura — головний комісар Лаура Моретті
- 2015 — Мене звати Майя / Mi chiamo Maya — Лена
- 2014—2016 — Червоні браслети / Braccialetti rossi — лікарка Лісандрі
- 2013 — Анна Кареніна / Anna Karenina — Доллі Щербацька
- 2011 — Попелюшка / Cenerentola — Вероніка
- 2010 — Через 18 років / Diciotto anni dopo — балакуча жінка
- 2008 — Втеча до свободи — «Авіатор» / Fuga per la libertà — L'aviatore — Маргарет
- 2000—2001 — Поліцейський округ / Distretto di polizia — Анжела Рівалта
- 1994 — Італійське диво / Miracolo italiano — Саманта
- 1993 — Занурення / Il tuffo — Ельза
- 1992 — Близькі друзі / Le amiche del cuore — Морена
- 1987 — Хто там? / Chi c'è c'è — дочка Меркурія
- 1980 — Злиття / Con… fusione